# Agapetus maharikhita
Agapetus maharikhita är en nattsländeart som först beskrevs av Schmid 1959.  Agapetus maharikhita ingår i släktet Agapetus och familjen stenhusnattsländor. Inga underarter finns listade i Catalogue of Life.